# 霍爾斯特布羅

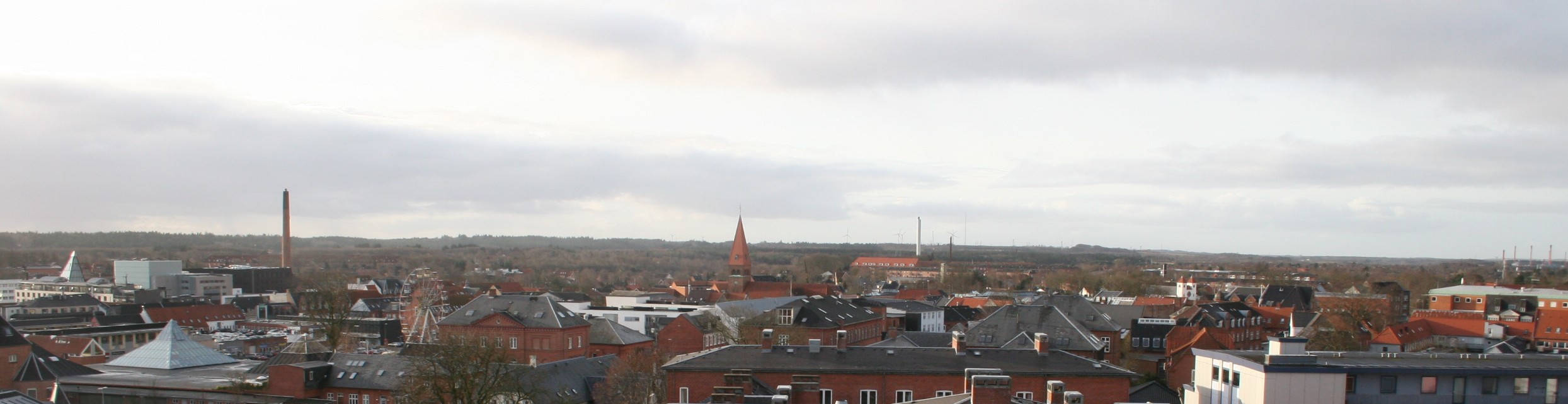

霍爾斯特布羅（丹麦语：Holstebro）是丹麥的城鎮，位於該國西部，由中日德蘭大區負責管轄，面積800.19平方公里，海拔高度14米，2013年人口34,711，人口密度每平方公里43人。